# Comuna Turnišče
Turnišče (Občina Turnišče) este o comună din Slovenia, cu o populație de 3.422 de locuitori (2002).

## Localități
Gomilica, Nedelica, Renkovci, Turnišče.